# درخت‌ران مرواریدی
درخت مرواریدی (نام علمی: Margarornis squamiger) یک گونه از پرندگان در زیرخانواده Furnariinae از خانواده تنورمرغان (Furnariidae) است که در بولیوی، کلمبیا، اکوادور، پرو، ونزوئلا و احتمالاً آرژانتین یافت می‌شود.

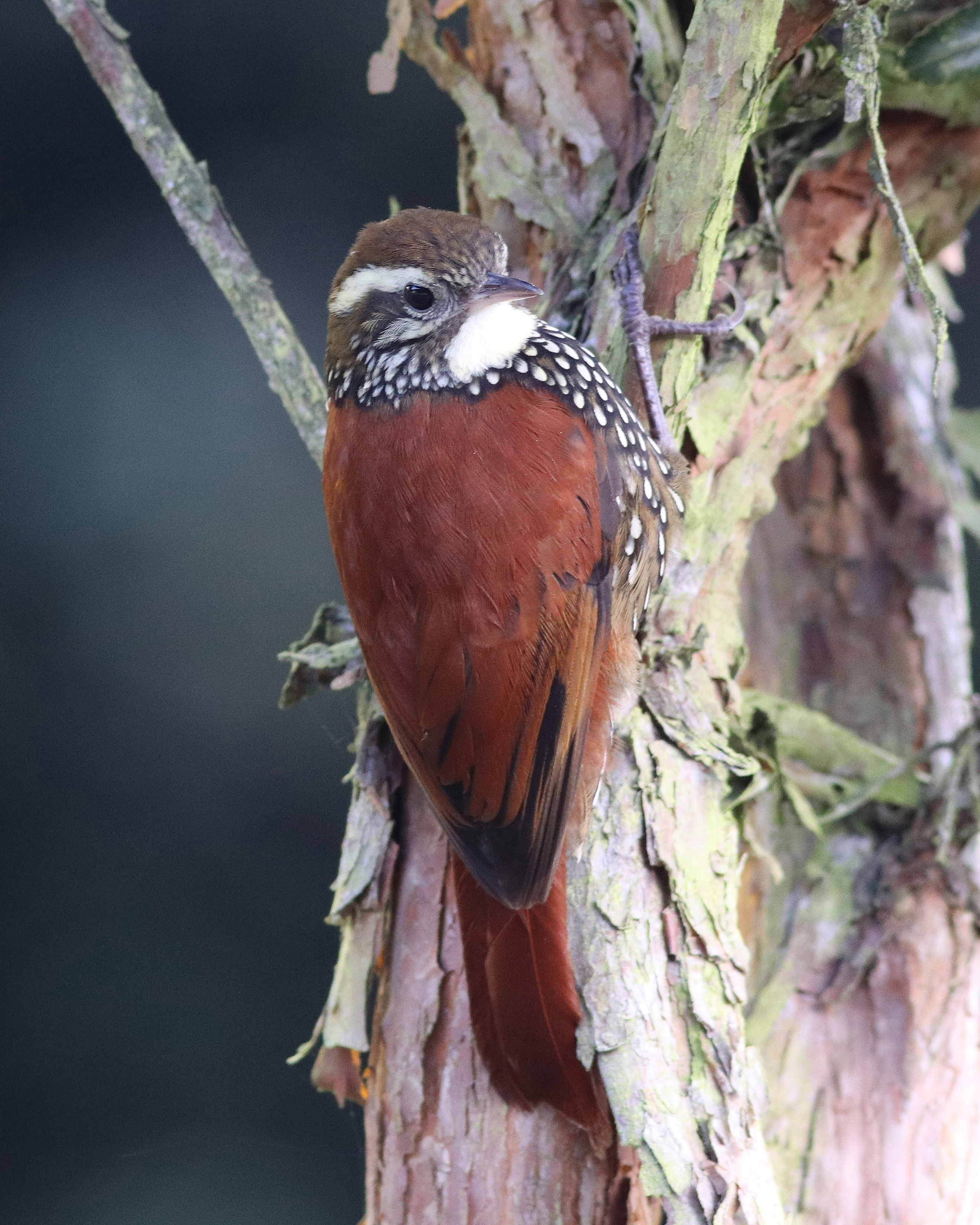
درخت‌ران مرواریدی M. s. perlatus در یاناکوچا، اکوادور